# Naruto (Tokusima)
Naruto (japánul: 鳴門市; Hepburn: Naruto-shi) város Japánban, a Sikoku régióban, Tokusima prefektúrában.

## Demográfiai adatok
A város területe 135,46 km².
2010-ben a város lakónépessége 61522 fő volt, a népsűrűsége pedig 454 fő/km² volt ekkor.
2012-ben a város lakónépessége 60663 fő, a népsűrűsége pedig 448 fő/km².
| Lakosok száma | 61 513 | 59 101 | 55 264 |
|               | 2010   | 2015   | 2020   |

## Történelem
A várost 1947. március 15-én alapították.

## Fordítás
- Ez a szócikk részben vagy egészben  a   Naruto, Tokushima című angol Wikipédia-szócikk ezen változatának fordításán alapul.  Az eredeti cikk szerkesztőit annak laptörténete sorolja fel. Ez a jelzés csupán a megfogalmazás eredetét és a szerzői jogokat jelzi, nem szolgál a cikkben szereplő információk forrásmegjelöléseként.